# Ionela Târlea-Manolache
Ionela Târlea-Manolache (ook: Ionela Tirlea) (Râmnicu Vâlcea, 9 februari 1976) is een Roemeense hordeloopster en sprintster. Ze was internationaal succesvol op de atletiekonderdelen 200 m, 400 m, 400 m horden en de estafette. In haar sportcarrière werd ze wereldindoorkampioene, tweevoudig Europees kampioene, meervoudig Roemeens kampioene. Op de Olympische Spelen, waar ze in totaal driemaal aan deelnam, won ze een zilveren medaille.

## Biografie

### Jeugd
Ionela Târlea boekte in 1992 het eerste succes van haar atletiekcarrière met het winnen van de 400 m op de Roemeense kampioenschappen. Op het WK voor junioren in Seoel dat jaar won ze een bronzen medaille achter Magdalena Nedelcu (goud) en Claudine Williams (zilver). Op de 4 x 400 m estafette won ze een gouden medaille, door in een tijd van 3.31,57 met haar teamgenotes het Jamaicaanse (zilver) en Duitse team te verslaan.
Op het EK voor junioren in 1993 in het Spaanse San Sebastián werd ze Europees jeugdkampioene op de 400 m horden. Ook won ze dat jaar goud op de 200 m van het Europees Jeugd Olympisch Festival in Valkenswaard.
In 1994 won Ionela Târlea goud op het WK voor junioren in Lissabon door met 56,25 s de Italiaanse Virna De Angeli (zilver) en de Zweedse Emma Holmqvist (brons) te verslaan. In 1995 prolongeerde ze haar Europese jeugdtitel op de 400 m horden. Met 56,04 versloeg ze de Duitse Ulrike Urbansky (zilver) en de Deense Rikke Rønholt (brons).

### Eerste internationale seniorenresultaten op de 400 m horden
Op 13 juli 1995 liep Târlea bij de Grand-Prixwedstrijden in Nice op negentienjarige leeftijd de 400 m horden in 55,26. Dit was de tweede tijd die ooit door een junior was gelopen. In datzelfde jaar deed ze voor het eerst mee aan het WK. In Helsinki liep ze naar een zevende plaats in 55,46. Later dat jaar won ze op de universiade in het Japanse Fukuoka op hetzelfde onderdeel een zilveren medaille. Met 55,99 eindigde ze achter de Duitse Heike Meissner (55,57) en voor de Amerikaanse Tonya Williams (56,04). Op de Olympische Spelen van Atlanta in 1996 werd ze eveneens zevende.
Haar eerste grote prestatie op de 400 m horden behaalde Ionela Târlea in 1998 door bij de Europese kampioenschappen tweemaal de titel te veroveren. Eerder dat jaar behaalde ze op het EK indoor een zilveren medaille op de 400 m achter de Duitse Grit Breuer (goud) en voor de Tsjechische Helena Fuchsová.
In 2000 op de Olympische Spelen van Sydney werd ze zesde en op het WK van 2001 in Edmonton behaalde ze eveneens deze klassering in 55,36. Deze wedstrijd werd gewonnen door de Marokkaanse Nezha Bidouane in 53,34.
Het jaar 2003 begon ze met een beenblessure, waardoor ze niet mee kon doen aan het WK indoor. Op het WK 2003 in Parijs viste ze met een vierde plek net achter de medailles.

### Wereldkampioene en goud op de universiade
Op het WK indoor van 1999 in het Japanse stad Maebashi versloeg Târlea met 22,39 de Russin Svetlana Goncharenko en de Bahaamse Pauline Davis en pakte zodoende de wereldindoortitel. Later dat jaar won ze dit onderdeel op de universiade in Palma de Mallorca in een persoonlijke recordtijd van 49,88. Hiermee versloeg ze de Amerikaanse Miki Barbe (51,03) en de Nigeriaanse Doris Jacob (51,04).

### Dopingzaak Silvio Hodos
Op donderdagavond 29 juni 2000 werden haar manager Silvio Hodos en zijn vrouw Carmen onder toezicht gesteld, nadat bij een inval door de politie in hun woning in de Parijse voorstad Boulogne-Billancourt een hoeveelheid verboden en prestatiebevorderende middelen werd aangetroffen. Bij de inval werden groeihormonen, Epo, anabole steroïden en corticosteroïden aangetroffen. Tot de groep atleten die Silvio Hodos begeleidde, behoorden ook wereldkampioene kogelslingeren Mihaela Melinte, hoogspringster Monica Iagar-Dinescu en speerwerpster Felicea Tilea. Iagar-Dinescu en Tilea waren in het verleden al geschorst wegens dopinggebruik.

### Tweede Europese titel
Op de Europese kampioenschappen van 2002 in München prolongeerde Ionela Târlea haar Europese titel op de 400 m horden. Met 54,95 versloeg ze de Duitse Heike Meissner (55,89) en de Poolse Anna Olichwierczuk (56,18). Dat jaar won ze ook in eigen land de Balkan Games in Boekarest op de 200 m (55,81) en de 400 m horden (58,84).

### Olympische Spelen van Athene
Op 6 maart 2004 miste Ionela Târlea-Manolache op de 400 m met een vierde plaats net de medailles op het WK indoor in Boedapest. Op de Olympische Spelen van Athene later dat jaar werd ze op de 400 m verslagen door de ontembare Griekse Faní Chalkiá. Chalkiá, die het jaar ervoor nog een persoonlijk record had van 56,40, liep nu voor eigen publiek naar een eindtijd van 52,82. Târlea volgde op meer dan een halve seconde afstand en de Oekraïense Tetjana Teresjtsjoek-Antipova won het brons. Ook behaalde Ionela Târlea-Manolache met haar Roemeense teamgenotes op de 4 x 400 m estafette een zesde plaats. Later dat jaar werd ze op de 400 m bij de wereldatletiekfinale vijfde in 55,79.

### Niet meer in de finale
Het jaar 2007 begon ze met een uitschakeling op het EK indoor in Birmingham. Ook op de wereldkampioenschappen in Osaka sneuvelde ze met 51,62 in de halve finale. In Osaka kwam ze op de 200 m niet verder dan de voorrondes.
Târlea studeerde voor sportlerares en is op 20 maart 2004 getrouwd met Daniel Manolache. In 2007 is ze weer gescheiden.

## Titels
- Wereldindoorkampioene 200 m - 1999
- Europees kampioene 400 m horden - 1998, 2002
- Balkan kampioene 200 m - 1994, 2001, 2003
- Balkan kampioene 400 m - 1997
- Roemeens kampioene 100 m - 2007
- Roemeens kampioene 200 m - 1998, 1999, 2002, 2007
- Roemeens kampioene 400 m - 1992, 1996
- Roemeens kampioene 400 m horden - 1994, 1995, 1996, 2007
- Roemeens indoorkampioene 60 m - 2007
- Roemeens indoorkampioene 400 m - 2008
- Wereldkampioene junioren 4 x 400 m - 1992
- Europees jeugdkampioene 400 m horden - 1993, 1995

## Persoonlijke records
Outdoor
| Onderdeel    | Prestatie | Datum        | Plaats            |
| ------------ | --------- | ------------ | ----------------- |
| 100 m        | 11,30 s   | 19 juni 1999 | Parijs            |
| 200 m        | 22,35 s   | 13 mei 1999  | Doha              |
| 300 m        | 36,20 s   | 3 mei 2003   | Mexico-Stad       |
| 400 m        | 49,88 s   | 12 juli 1999 | Palma de Mallorca |
| 400 m horden | 53,25 s   | 7 juli 1999  | Rome              |

Indoor
| Onderdeel | Prestatie | Datum           | Plaats    |
| --------- | --------- | --------------- | --------- |
| 60 m      | 7,24 s    | 30 januari 1999 | Boekarest |
| 200 m     | 22,39 s   | 6 maart 1999    | Maebashi  |
| 400 m     | 50,56 s   | 1 maart 1998    | Valencia  |

## Palmares

### 200 m
- 1993:  Europees Jeugd Olympisch Festival - 23,71 s
- 1998:  Europacup B - 23,00 s
- 1999:  WK indoor - 22,39 s
- 2001:  Jeux de la Francophonie - 23,11 s
- 2001:  Europacup A - 22,85 s
- 2002:  Balkan Games - 23,15 s
- 2003:  Europacup A - 22,78 s
- 2005: 5e Europacup A - 23,26 s

### 400 m
- 1992:  WK junioren - 52,13 s
- 1997: 4e WK indoor - 52,06 s
- 1998:  EK indoor - 50,56 s
- 1998: 6e Grand Prix Finale - 51,04 s
- 1998:  Europacup B - 51,55 s
- 1999:  Universiade - 49,88 s
- 1999:  Europacup A - 50,69 s
- 2004:  Europacup B - 51,03 s
- 2004: 4e WK indoor - 51,58 s
- 2005: 4e Europacup - 52,09 s

### 400 m horden
- 1993:  EK junioren - 56,43 s
- 1994:  EK (onder 23 jaar) - 56,87 s
- 1994:  WK junioren - 56,25 s
- 1995:  EK junioren - 56,04 s
- 1995:  Europacup B - 56,34 s
- 1995:  Universiade - 55,99 s
- 1995: 7e WK - 55,46 s
- 1996:  Balkan Games - 58,24 s
- 1996:  Europacup B - 55,61 s
- 1996: 7e OS - 54,40 s
- 1998:  Europacup B - 55,14 s
- 1998:  EK - 54,95 s
- 1998: 4e Wereldbeker - 54,01 s
- 2000: 6e OS - 54,35 s
- 2001:  Europacup A - 55,08 s
- 2001: 6e WK - 55,36 s
- 2001: 6e Grand Prix Finale - 55,52 s
- 2002:  Balkan Games - 55,81 s
- 2002:  EK - 54,95 s
- 2002: 4e Wereldbeker - 56,17 s
- 2003:  Europacup A - 54,47 s
- 2003: 4e WK - 54,41 s
- 2003:  Wereldatletiekfinale - 54,44 s
- 2004:  OS - 53,38 s
- 2004: 5e Wereldatletiekfinale - 55,79 s

### 4 x 400 m estafette
- 1992:  WK junioren - 3.31,57
- 2004:  WK indoor - 3.30,06
- 2004: 6e OS - 3.26,81

### Golden League-podiumplekken
400 m
- 2004:  Meeting Gaz de France – 50,48 s

400 m horden
- 1999:  Bislett Games - 54,05 s
- 1999:  Golden Gala - 53,25 s
- 1999:  Meeting Gaz de France - 54,04 s
- 2003:  Bislett Games - 54,47 s
- 2003:  Meeting Gaz de France - 54,55 s
- 2003:  Weltklasse Zürich - 54,60 s
- 2003:  Memorial Van Damme - 54,83 s
- 2004:  Golden Gala - 54,38 s
- 2004:  Weltklasse Zürich - 54,56 s